# Вергелес Микола Мартинович
Микола Мартинович Вергелес (21 жовтня 1864 — †?) — командир полку Дієвої армії УНР.

## Життєпис
Закінчив Харківську чоловічу гімназію, Єлисаветградське кавалерійське училище (1886), Офіцерську кавалерійську школу, служив у 25-му драгунському Казанському полку (Житомир), у складі якою брав участь у Першій світовій війні. Був нагороджений орденом Святою Георгія IV ступеня (23 травня 1916 р, за бій 3 липня 1915 р). Останнє звання у російській армії — полковник.
З кінця листопада 1918 р. і до кінця березня 1919 р. — командир Лубенського кінного полку Дієвої армії УНР.
Подальша доля невідома.